# Republikánusok (Németország)
A Republikánusok (német: Die Republikaner, REP) jobboldali populista párt Németországban. A párt a protest-szavazatokra épít, programjának sarokpontja a bevándorló-ellenesség.
A pártot 1983-ban alapította Franz Handlos és Eckhard Voigt, a Keresztényszociális Unió (CSU) volt tagjai. A pártot egy ideig a korábbi Waffen-SS őrmester és televíziós talk show műsorvezető Franz Schönhuber vezette. Jelenleg Tilo Schöne a pártvezér
Az 1980-as években a Republikánusoknak több képviselője volt az Európai Parlamentben és Baden-Württemberg állam parlamentjében. Baden-Württembergben egészen 2001-ig voltak képviselői helyeik. Azóta támogatottságuk megcsappant, általában 1-2% Bajorországban és még Baden-Württembergben is csak mintegy 3,5%, ami az 5%-os parlamentbe jutási küszöb alatt van. 
Németország legsikeresebb (és legradikálisabb) szélsőjobboldali pártjai, a Német Nemzeti Demokrata Párt (NPD) és a Német Népi Unió (DVU) ajánlottak már választási szövetséget a Republikánusoknak, ők azonban ezt azzal az indoklással utasították vissza, hogy nem működnek együtt alkotmányellenes pártokkal. A REP egyik helyi vezetője ennek ellenére a szászországi választások előtt szabotálta pártja regisztrálását, hogy ezzel az NPD-nek segítsen. Az eset után éles viták kezdődtek a REP-en belül arról, hogy csatlakozzanak-e az NPD-hez.

A REP 1998-as eredményei

A 2005-ös szövetségi választásokon az NPD 1,6, a REP 0,6%-ot szerzett és egyik sem jutott be a Bundestagba. A Republikánusok a legjobban Rajna–Pfalz és Baden-Württemberg államokban szerepeltek, mindkét helyen 1,1%-ot kaptak.